# Ambohimanga
Ambohimanga je kopec s pevností, která byla sídlem madagaskarských králů. Náleží mezi tzv. dvanáct posvátných kopců Imeriny a celý areál o rozloze 59 hektarů je od roku 2001 zapsán na seznam Světové dědictví. Návrší se nachází 24 km severovýchodně od hlavního města Antananarivo a dosahuje nadmořské výšky 1468 m. Název „Ambohimanga“ se dá přeložit jako „modrá hora“, „svatá hora“ nebo „krásná hora“. Místo uctívali již původní obyvatelé Vazimbové, ohrazený komplex paláců a chrámů zvaný malgašsky rova vznikal na vrchu od 15. století, od roku 1788 zde sídlil sjednotitel ostrova král Andrianampoinimerina. I poté, co se hlavním městem stalo Antananarivo, zůstala Ambohimanga kulturním a náboženským centrem země, až do dobytí země Francouzi v roce 1897 měli cizinci zakázán vstup do města. Nachází se zde vysoký dřevěný dům Mahandrihono, který byl Andrianampoinimerinovou rezidencí, královské pohřebiště, posvátné stromy, nádrž Fandroana, v níž panovník podstupoval každoroční rituální koupel, a ohrada, v níž byli chováni obětní zebu. Kopec je oblíbeným poutním místem a národním symbolem Madagaskaru.